# Лутовская, Ивета
И́вета Лу́товская (чеш. Iveta Lutovská; 14 мая 1983, Тршебонь, Чехословакия) — участница конкурсов красоты. Ивета получила титул Miss Model of the World 2007 и титул Мисс Чехия 2009. Ивета представляла Чехию на конкурсе Мисс Вселенная 2009 23 августа 2009 в Нассау Багамы, на котором стала полуфиналисткой.

## Личная жизнь
Лутовская вышла замуж за Ярослава Вита на церемонии в сентябре 2011 года, взяв фамилию Витова.